# Душан Тадић (глумац)
Душан Тадић (Тузла, 30. октобар 1929 — Београд, 30. август 2007) био је српски глумац.

## Филмографија
| Год.       | Назив                                                 | Улога                         |
| ---------- | ----------------------------------------------------- | ----------------------------- |
| 1960-е     |                                                       |                               |
| 1966.      |                                                       |                               |
| 1966.      | Сретни умиру двапут                                   |                               |
| 1966.      | Сан                                                   | Војник                        |
| 1966.      |                                                       |                               |
| 1967.      | Летови који се памте                                  | радиста                       |
| 1967.      | Нож                                                   | људски лекар                  |
| 1967.      | Волите се људи                                        |                               |
| 1967.      | Буђење пацова                                         | Месар Чолић који удаје ћерку  |
| 1967.      | Бомба у 10 и 10                                       | Миле                          |
| 1967.      | Дим                                                   | полицајац                     |
| 1968.      | Сачулатац                                             | конобар                       |
| 1968.      | Тачно у 05,00                                         |                               |
| 1968.      | Операција Београд                                     | монтер Марко                  |
| 1969.      | Баксуз                                                |                               |
| 1969.      | Низводно од сунца                                     | командир милиције             |
| 1969.      | Заседа                                                | Тип с повезом преко ока       |
| 1969.      |                                                       | Евангелиста                   |
| 1969.      | Убиство на свиреп и подмукао начин и из ниских побуда | Службеник                     |
| 1970-е     |                                                       |                               |
| 1970.      | Прва љубав                                            | милиционер                    |
| 1972.      | Изданци из опаљеног грма                              | коњички капетан               |
| 1972.      | Камионџије                                            | шанкер у кафани               |
| 1973       | Со                                                    | комесар бригаде               |
| 1973.      | Бела кошуља                                           | шеф станице                   |
| 1973.      | Сутјеска                                              | Свето, командант пролетера    |
| 1974.      | Недеље са Ањом                                        | милиционер                    |
| 1974.      | СБ затвара круг                                       | Шарац                         |
| 1974.      | Кошава                                                | незапослени                   |
| 1974.      | Димитрије Туцовић (ТВ серија)                         |                               |
| 1975.      | Доктор Младен                                         | Шпанац                        |
| 1975.      | Крај недеље                                           | инспектор у милицији          |
| 1975.      | Познајете ли Павла Плеша?                             | портир                        |
| 1975.      | Ђавоље мердевине                                      |                               |
| 1976.      | Повратак отписаних                                    | Станоје                       |
| 1976.      | Девојачки мост                                        | партизан на Девојачком мосту  |
| 1976.      | Бабино унуче                                          | стражар                       |
| 1976.      | Човек који је бомбардовао Београд                     | војно лице                    |
| 1976.      | Посета старе даме                                     | шеф опозиције                 |
| 1976.      | На путу издаје (мини-серија)                          | Надзорник затвора             |
| 1977.      | Лептиров облак                                        | Галић                         |
| 1978.      | Луде године                                           |                               |
| 1978.      | Бошко Буха (ТВ серија)                                | Јован                         |
| 1978.      | Бошко Буха (филм)                                     | Јован                         |
| 1978.      | Повратак отписаних (ТВ серија)                        | Станоје                       |
| 1979.      | Приповедања Радоја Домановића                         | Ђорђев отац/Милош Васиљевић   |
| 1980-е     |                                                       |                               |
| 1980.      | Петријин венац                                        | сељак                         |
| 1980.      | Дошло доба да се љубав проба                          | Милиционер                    |
| 1980.      | Снови, живот, смрт Филипа Филиповића                  | српски агент                  |
| 1980.      | Врућ ветар                                            | дежурни милиционер Величковић |
| 1980.      | Посебан третман                                       | Конобар                       |
| 1981.      | Краљевски воз                                         | вођа патроле                  |
| 1981.      | Ерогена зона                                          | шеф ресторана Буда            |
| 1981.      | Нека друга жена                                       |                               |
| 1981.      | Лов у мутном                                          | адвокат                       |
| 1981.      | Светозар Марковић (серија)                            |                               |
| 1982.      | Тројански коњ                                         | бранилац оптуженог            |
| 1982.      | Шпанац (серија)                                       | Чеда Милосављевић             |
| 1983.      | Задах тела                                            | шеф железничке станице        |
| 1983.      | Иди ми, дођи ми                                       | Бобин колега II               |
| 1983.      | Шећерна водица                                        | анестетичар                   |
| 1984.      | Дивља патка (ТВ)                                      | господин                      |
| 1984.      | Опасни траг                                           | доктор Јанко                  |
| 1984.      | Убица (ТВ драма)                                      | инспектор војни               |
| 1984.      | Камионџије 2 (серија)                                 | Поштар                        |
| 1984.      | Откос (серија)                                        | Влајков комшија               |
| 1984.      | Бањица (ТВ серија) (серија)                           | генерал Коста Мишицки         |
| 1985.      | Држање за ваздух                                      | сељак са шајкачом             |
| 1986.      | Развод на одређено време                              | председник стамбене комисије  |
| 1986.      | Одлазак ратника, повратак маршала (серија)            | Генерал Корњејев              |
| 1986.      | Секула и његове жене                                  | судија                        |
| 1986.      | Сиви дом (серија)                                     | продавац                      |
| 1987.      | Младост уметника                                      |                               |
| 1987.      | Вук Караџић                                           | трговац Радуловић             |
| 1987.      | Последња прича (ТВ)                                   | човек                         |
| 1987.      | Луталица                                              | рецепционер                   |
| 1987.      | Место сусрета Београд (ТВ)                            | Минић                         |
| 1987.      | Октоберфест                                           |                               |
| 1988.      | Сунцокрети                                            | пацијент у болници            |
| 1988.      | Портрет Илије Певца (серија)                          | службеник у општини           |
| 1988.      | Шпијун на штиклама                                    | келнер                        |
| 1988.      | Ортаци                                                | професор на правном факултету |
| 1988.      | Нека чудна земља                                      | службеник                     |
| 1988.      | Заборављени                                           | фотограф                      |
| 1989.      | Балкан експрес 2 (серија)                             |                               |
| 1990-е     |                                                       |                               |
| 1990.      | Заборављени (серија)                                  | Фотограф                      |
| 1990.      | Бољи живот 2 (серија)                                 | директор клинике              |
| 1991.      | Ноћ у кући моје мајке                                 | милиционер                    |
| 1992.      | Велика фрка                                           | полицајац                     |
| 1993.      | Суза и њене сестре                                    | доктор на ВМА                 |
| 1993.      | Тесла (ТВ филм)                                       | Пуковник                      |
| 1994.      | Срећни људи (серија)                                  | инспектор                     |
| 1995.      | Знакови (ТВ)                                          | поштар                        |
| 1995.      | Наслеђе                                               | конобар                       |
| 1995.      | Свадбени марш                                         | Савин пријатељ                |
| 1995.      | Крај династије Обреновић                              | пуковник Петар Мишић          |
| 1995.      | Срећни људи 2 (серија)                                | болничар                      |
| 1996.      | Горе доле                                             | Петров колега из Савезног     |
| 1998.      | Породично благо (серија)                              | газда                         |
| 1998.      | Досије 128 (ТВ)                                       | газда кафане                  |
| 1999.      | Нож                                                   | професор медицине             |
| 2000-е     |                                                       |                               |
| 2002.      | Породично благо 2 (серија)                            | газда кафане                  |
| 2002.      | Мртав 'ладан                                          | погребник                     |
| 2003.      | Донау, Дуна, Дунај, Дунав, Дунареа                    |                               |
| 2004.      | Трагом Карађорђа (серија)                             | Старац из Бора/Доситеј        |
| 2004.      | Јелена (серија)                                       | Доктор                        |
| 2004.      | Стижу долари                                          | Пензионер                     |
| 2004.      | Пад у рај                                             | Пензионер                     |
| 2005-2006. | Стижу долари 2                                        | Пензионер                     |